# محوطه چاه جلال ۳
محوطه چاه جلال ۳ مربوط به سده‌های میانه دوران‌های تاریخی پس از اسلام است و در شهرستان ایرانشهر، بخش بمپور، دهستان بمپور شرقی، ۱/۲ کیلومتری شرق روستای فیروزآباد واقع شده و این اثر در تاریخ ۳۰ بهمن ۱۳۸۶ با شمارهٔ ثبت ۲۱۱۶۲ به‌عنوان یکی از آثار ملی ایران به ثبت رسیده است.